# Lowestoft
Lowestoft (pronunciado [ˈloʊstɒft]) es una ciudad británica situada en el condado de Suffolk (Inglaterra) Reino Unido, en la zona de The Broads. Su puerto está bañado por las aguas del mar del Norte. Lowestoft es la ciudad más oriental del Reino Unido. Está a 110 millaskm) al sureste de Norwich. En ella se sitúa el Ness Point, el punto más oriental del país y de todas las islas británicas. Lowestoft forma parte de la circunscripción electoral de Waveney.

## Clima
| Parámetros climáticos promedio de Lowestoft en el periodo 1981-2010                    | Parámetros climáticos promedio de Lowestoft en el periodo 1981-2010 | Parámetros climáticos promedio de Lowestoft en el periodo 1981-2010 | Parámetros climáticos promedio de Lowestoft en el periodo 1981-2010 | Parámetros climáticos promedio de Lowestoft en el periodo 1981-2010 | Parámetros climáticos promedio de Lowestoft en el periodo 1981-2010 | Parámetros climáticos promedio de Lowestoft en el periodo 1981-2010 | Parámetros climáticos promedio de Lowestoft en el periodo 1981-2010 | Parámetros climáticos promedio de Lowestoft en el periodo 1981-2010 | Parámetros climáticos promedio de Lowestoft en el periodo 1981-2010 | Parámetros climáticos promedio de Lowestoft en el periodo 1981-2010 | Parámetros climáticos promedio de Lowestoft en el periodo 1981-2010 | Parámetros climáticos promedio de Lowestoft en el periodo 1981-2010 | Parámetros climáticos promedio de Lowestoft en el periodo 1981-2010 |
| Mes                                                                                    | Ene.                                                                | Feb.                                                                | Mar.                                                                | Abr.                                                                | May.                                                                | Jun.                                                                | Jul.                                                                | Ago.                                                                | Sep.                                                                | Oct.                                                                | Nov.                                                                | Dic.                                                                | Anual                                                               |
| -------------------------------------------------------------------------------------- | ------------------------------------------------------------------- | ------------------------------------------------------------------- | ------------------------------------------------------------------- | ------------------------------------------------------------------- | ------------------------------------------------------------------- | ------------------------------------------------------------------- | ------------------------------------------------------------------- | ------------------------------------------------------------------- | ------------------------------------------------------------------- | ------------------------------------------------------------------- | ------------------------------------------------------------------- | ------------------------------------------------------------------- | ------------------------------------------------------------------- |
| Temp. máx. media (°C)                                                                  | 6.9                                                                 | 7.0                                                                 | 9.6                                                                 | 11.9                                                                | 15.1                                                                | 18.3                                                                | 20.8                                                                | 21.0                                                                | 18.4                                                                | 14.4                                                                | 10.2                                                                | 7.4                                                                 | 13.5                                                                |
| Temp. mín. media (°C)                                                                  | 2.2                                                                 | 2.0                                                                 | 3.5                                                                 | 5.3                                                                 | 8.4                                                                 | 11.1                                                                | 13.5                                                                | 13.6                                                                | 11.7                                                                | 8.8                                                                 | 5.1                                                                 | 2.8                                                                 | 7.4                                                                 |
| Precipitación total (mm)                                                               | 50.4                                                                | 41.0                                                                | 43.1                                                                | 42.1                                                                | 49.9                                                                | 48.9                                                                | 50.9                                                                | 57.8                                                                | 52.6                                                                | 63.9                                                                | 63.2                                                                | 56.2                                                                | 619.9                                                               |
| Días de lluvias (≥ 1 mm)                                                               | 11.7                                                                | 9.2                                                                 | 10.2                                                                | 8.9                                                                 | 8.2                                                                 | 9.1                                                                 | 8.8                                                                 | 8.3                                                                 | 9.0                                                                 | 10.3                                                                | 12.2                                                                | 11.6                                                                | 117.5                                                               |
| Horas de sol                                                                           | 51.7                                                                | 78.0                                                                | 114.1                                                               | 174.8                                                               | 202.4                                                               | 181.0                                                               | 196.4                                                               | 199.8                                                               | 147.0                                                               | 111.0                                                               | 62.4                                                                | 40.8                                                                | 1559.2                                                              |
| Fuente: MetOffice. Datos para el periodo 1981-2010 en Lowestoft 7 de noviembre de 2012 |                                                                     |                                                                     |                                                                     |                                                                     |                                                                     |                                                                     |                                                                     |                                                                     |                                                                     |                                                                     |                                                                     |                                                                     |                                                                     |